# Шляков, Роман Николаевич
Роман Николаевич Шля́ков (1912—1999) — советский ботаник-бриолог, доктор биологических наук.

## Биография
Родился 20 июня 1912 года в Гатчине. Мать рано умерла, мальчик воспитывался отцом. Учился в Ленинградском государственном университете, в 1933 году окончил его по специальности «геоботаника». Шляков работал в Архангельском областном земельном управлении, в 1938 году отправился на экспедицию на Северный Урал. Весной 1941 года Роман Николаевич стал младшим научным сотрудником Ботанического института АН СССР, в июле призван в армию.
Участвовал в Великой Отечественной войне командиром зенитно-пулемётного взвода на Волховском и Ленинградском фронтах, впоследствии — на 1-м и 4-м Украинских фронтах. Награждён Орденом Отечественной войны, Орденом Красной Звезды и медалями.
В 1947—1950 годах учился в аспирантуре БИНа, в 1950 году получил степень кандидата биологических наук под руководством Лидии Ивановны Савич-Любицкой. На протяжении последующих 35 лет Роман Николаевич работал в Полярно-альпийском ботаническом саду-институте — научным сотрудником, в 1960—1962 годах — директором. В 1973 году Шляков защитил докторскую диссертацию под названием «Печеночные мхи Севера СССР к западу от Енисея».
Р. Н. Шляков занимался изучением флоры мхов севера СССР, подготовил пятитомную монографию «Печеночные мхи Севера СССР». Также он обработал несколько семейств цветковых растений для «Флоры Мурманской области». После выхода на пенсию в 1985 году Роман Николаевич составил разделы книг «Арктическая флора СССР» и «Флора европейской части СССР», описывающие роды Ястребинка и Ястребиночка.
Скончался Роман Николаевич Шляков 27 марта 1999 года. Похоронен на кладбище Арбузово в Кировском районе Ленинградской области.

## Некоторые научные работы
- Шляков Р. Н. Печеночные мхи. Морфология, филогения, классификация. — Л., 1975. — 148 с.
- Шляков  Р.Н. Печеночные мхи Севера СССР. Вып. 1. Антоцеротовые; Печеночники: Гапломитриевые–Мецгериевые. — Л.: Наука, 1976.
- Шляков  Р.Н. Печеночные мхи Севера СССР. Вып. 2. Печеночники: Гербертовые–Геокаликсовые. — Л.: Наука, 1979.
- Шляков Р.Н. Печеночные мхи Севера СССР. Вып. 3. Печеночники: Лофозиевые, Мезоптихиевые. — Л.: Наука, 1980.
- Шляков Р.Н. Печеночные мхи Севера СССР. Вып. 4. Печеночники: Юнгерманниевые–Скапаниевые. — Л.: Наука, 1981.
- Шляков Р.Н. Печеночные мхи Севера СССР. Вып. 5. Печеночники: Лофоколeевые–Риччиевые. — Л.: Наука, 1982.

## Виды, названные в честь Р. Н. Шлякова
- Hieracium schliakovii Üksip, 1959 — Ястребинка Шлякова
- Scapania schljakovii Potemkin, 2001